# Oreorchis
Oreorchis es un género de orquídeas . Tiene 16 especies. Es originario de las montañas de Asia.

## Características
Es una orquídea con pseudobulbo subterráneo con varios nodos y que tiene  1 o 2 hojas, erectas, lineares a lanceoladas, la base peciolada. Florece desde un pseudobulbo en una inflorescencia lateral racemosa, usualmente con muchas flores de tamaño medio. 

## Taxonomía
El género fue descrito por John Lindley y publicado en Journal of the Proceedings of the Linnean Society 3: 26. 1858.

## Especies deOreorchis
- Oreorchis angustata  L.O.Williams ex N.Pearce & P.J.Cribb (1997)
- Oreorchis aurantiaca  P.J.Cribb & N.Pearce (1997)
- Oreorchis bilamellata  Fukuy. (1934)
- Oreorchis discigera  W.W.Sm. (1921)
- Oreorchis erythrochrysea  Hand.-Mazz. (1925)
- Oreorchis fargesii  Finet (1896)
- Oreorchis foliosa  (Lindl.) Lindl. (1859)
- Oreorchis itoana  (Maek.) Perner (2004)
- Oreorchis micrantha  Lindl. (1859)
- Oreorchis nana  Schltr. (1924)
- Oreorchis nepalensis  N.Pearce & P.J.Cribb (1996)
- Oreorchis oligantha  Schltr. (1924)
- Oreorchis parvula  Schltr. (1912)
- Oreorchis patens  (Lindl.) Lindl. (1859) - especie tipo
- Oreorchis porphyranthes  Tuyama (1975)
- Oreorchis sanguinea  (N.Pearce & P.J.Cribb) N.Pearce & P.J.Cribb  (2002)